# Fangsan metróvonal (Peking)
A pekingi Fangsan (Fangshan) metróvonal (egyszerűsített kínai: 北京地铁房山线; pinjin: běijīng dìtiě fángshān xiàn) Kuokungcsuang (Guogongzhuang) és Szucsuang (Suzhuang) között közlekedik. 2010. december 31-én indult meg rajta a közlekedés. A Fangsan (Fangshan) vonal színe      narancs.

## Üzemidő
| Fangsan (Fangshan) vonal indulásai | Első  | Utolsó |
| ---------------------------------- | ----- | ------ |
| Szucsuang (Suzhuang) felé          | 05:58 | 23:00  |
| Kuokungcsuang (Guogongzhuang) felé | 05:15 | 22:00  |

## Állomáslista
| Fangsan (Fangshan) vonal (Guogongzhuang – Suzhuang) |                     |            |
| Állomás (angol név)                                 | Állomás (kínai név) | Átszállás  |
|                                                     |                     |            |
| Guogongzhuang                                       | 郭公庄              | 9-es vonal |
| Dabaotai                                            | 大葆台              |            |
| Daotian                                             | 稻田                |            |
| Changyang                                           | 长阳                |            |
| Libafang                                            | 篱笆房              |            |
| Guangyangcheng                                      | 广阳城              |            |
| Liangxiang University Town North                    | 良乡大学城北        |            |
| Liangxiang University Town                          | 良乡大学城          |            |
| Liangxiang University Town West                     | 良乡大学城西        |            |
| Liangxiangnanguan                                   | 良乡南关            |            |
| Suzhuang                                            | 苏庄                |            |
|                                                     |                     |            |

## Fordítás
- Ez a szócikk részben vagy egészben  a   Fangshan Line, Beijing Subway című angol Wikipédia-szócikk fordításán alapul.  Az eredeti cikk szerkesztőit annak laptörténete sorolja fel. Ez a jelzés csupán a megfogalmazás eredetét és a szerzői jogokat jelzi, nem szolgál a cikkben szereplő információk forrásmegjelöléseként.
- Ez a szócikk részben vagy egészben  a(z)   北京地铁房山线 című kínai Wikipédia-szócikk fordításán alapul.  Az eredeti cikk szerkesztőit annak laptörténete sorolja fel. Ez a jelzés csupán a megfogalmazás eredetét és a szerzői jogokat jelzi, nem szolgál a cikkben szereplő információk forrásmegjelöléseként.

## Külső hivatkozások
- Beijing MTR Corp. Ltd